# Bigelow (Schiff)
Die Bigelow (Kennung: DD-942) war ein Zerstörer der United States Navy und gehörte zur Forrest-Sherman-Klasse. Das Schiff diente von 1957 bis 1982 in der US-Marine. Es war nach dem Marine-Soldaten Elmer Charles Bigelow benannt, der auf der Fletcher gefallen war.

## Geschichte
Der Zerstörer wurde am 6. Juli 1955 bei Bath Iron Works in Bath, Maine auf Kiel gelegt, der Stapellauf fand am 2. Februar 1957 statt, die Indienststellung bei der Navy am 8. November 1957. Einsatzfahrten führten das Schiff vor die Küste Vietnams, im März 1965 gehörte die Bigelow zur Bergungsflotte für die Gemini 3-Landekapsel. Während eines weiteren Einsatzes vor der vietnamesischen Küste ereignete sich in einem der Geschütztürme eine Explosion, bei der sechs Seeleute verwundet wurde. Das Schiff musste zur Überholung längere Zeit im Trockendock bleiben. 1977 wurde der Prototyp des Phalanx CIWS auf dem Zerstörer erprobt.
Am 5. November 1982 wurde die Bigelow außer Dienst gestellt und der Reserveflotte zugeteilt, am 1. Juni 1990 wurde das Schiff dann endgültig aus den Schiffsregistern gestrichen. 1993 verkaufte die Navy den ehemaligen Zerstörer zur Verschrottung, erwarb ihn jedoch 1996 wieder zurück. Am 2. April 2003 wurde das Schiff dann schließlich als Zielschiff versenkt.